# Viralimalai
Viralimalai es una ciudad censal situada en el distrito de Pudukkottai en el estado de Tamil Nadu (India). Su población es de 10883 habitantes (2011). Se encuentra a 42 km de Pudukkottai y a 31 km de Tiruchirappalli.

## Demografía
Según el censo de 2011 la población de Viralimalai era de 10883 habitantes, de los cuales 5483 eran hombres y 5400 eran mujeres. Viralimalai tiene una tasa media de alfabetización del 85,72%, superior a la media estatal del 80,09%: la alfabetización masculina es del 91,54%, y la alfabetización femenina del 79,85%.